# Josep Lluís Badal
Josep Lluís Badal (Ripollet, 1966) és un escriptor català de poesia, narrativa i assaig. Les seves vivències personals d'infantesa i joventut al seu poble, Ripollet, són un tret característic de les seves obres.
Va estudiar Filologia Catalana i actualment és professor de Llengua i Literatura, tot i que s'ha dedicat a feines molt diverses al llarg de la seva vida: escriptor, editor (Ed. Les encantades), crític literari (Els Marges, Reduccions), traductor de poesia o director de grups d'explicadors de contes.
La seva obra ha estat traduïda al portuguès, danès, neerlandès, ucraïnès, xinès., rus, turc i italià (Ed. Mondadori).

## Obra

### Narracions
- La casa sense ombra (Editorial Proa, 2000)
- Mestres (Editorial Proa, 2006)

### Novel·la
- El duel (Editorial Proa, 2003)
- Xirp (Lleonard Muntaner, Editor, 2022)

### Assaig-novel·la
- Les coses que realment han vist aquests ulls inexistents (Ed RATA, 2017)[11]

### Poesia
- O pedra. Llibres de l'Óssa Menor, 2002
- Cal·ligrafies (obra gràfica i escrita) 2008
- Blanc (editorial Samarcanda, 2010)
- 12 cants materials. (Els Papers Díscols, 2015)
- Cants materials (editorial Samarcanda, 2018)
- El món és senzill (Lleonard Muntaner, Editor, La Fosca, 2023)

### Literatura infantil
- El pirata Gorgo (La Galera-Grumets, 2009)
- L'orquestra Ursina (La Galera-Grumets, 2010)
- Els llibres d'A (LA Galera, 2014)
- La sèrie Hopi. que inclou dotze títols: El misteri de la lluna, El gos verd, Kato el guerrer, Hopi i els indis, El porquet mofeta, La imaginació de Mazzanti, etc. (La Galera, 2016-...)
- La sèrie Jan Plata que inclou sis títols: La crida dels pirates, La fi del món, Unicorn, Els senyors del mar, La mort i la Violeta, i El sabre de Serapió (La Galera, 2013-2015)
- Googol (Animallibres, 2021)
- La branca més alta de la melancolia (Animallibres, 2022)
- Bergold. La vida variada de Bergold Petit en una ària i trenta variacions (Animallibres 2023)

### Cantata
MARAMA o la flor de l'esperança, (Dip legal B-11322-2019)

## Premis
- 2012 50è Premi Josep M. Folch i Torres[3]
- 2018 52è Premi Crítica Serra d'Or, millor novel·la 2017 (per Les coses que realment han vist aquests ulls inexistents).